# 田中はくどう
田中 はくどう（たなか はくどう）は、福岡県柳川市出身の、劇作家・演出家・プロデューサーである。田中 博道の表記を使っていた時期もある。

## 略歴
- 1973年3月 早稲田大学教育学部国語国文科中退。
- 1981年6月 株式会社日本芸能教育センターを設立に参加。
- 現在、文化庁社団法人全国公立文化施設協会推薦講師、日本演出者協会会員、柳川市総合保健福祉センター（芸術文化活動支援員）などを務めている。

## 主な代表作
- SO WHAT
- 銀玉マサやん
- いのちの海（モントリオール世界映画祭）
- 少年と星と自転車（モントリオール世界映画祭）
- 廃市フィルムコーディネーターなど

日本芸能教育センターからメジャーデビューしたレッスン生
- 浅香唯
- 伊藤美紀
- CoCo（大野幹代、瀬野あずさ）
- Wink（鈴木早智子）[要出典]
- 福田沙紀
- 財前直見など